# Dějiny navigace

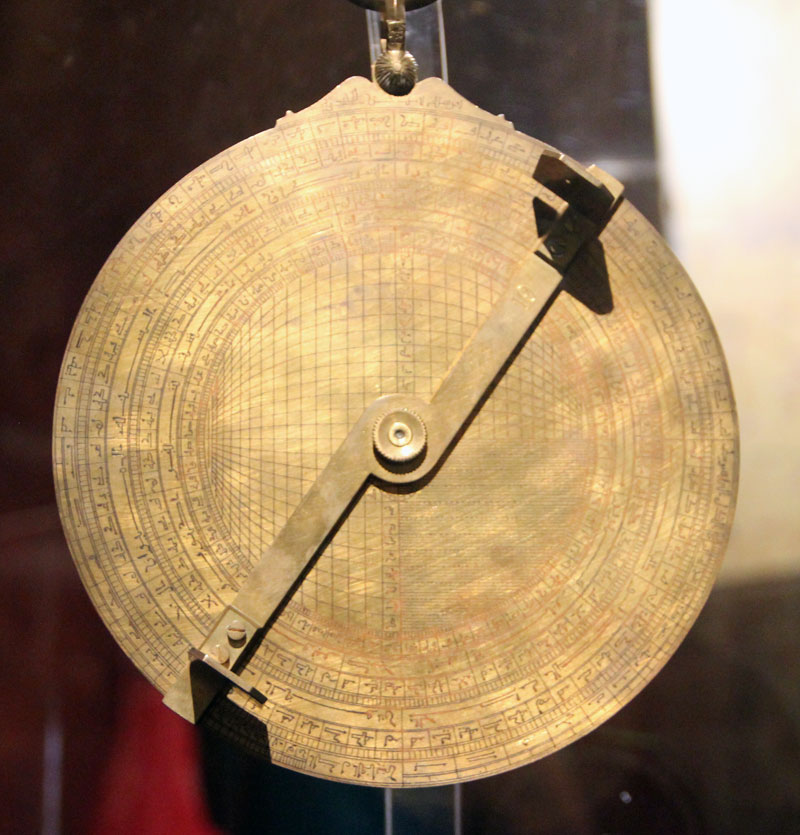
Andaluský astroláb, 11. století

Dějiny navigace souvisí s migrací lidí a objevováním nových zemí pomocí mořeplavby. Některé národy se zabývaly objevováním v takové míře, že tím vstoupily do dějin. Patří mezi ně Féničané, staří Řekové, Arabové, Peršané, Vikingové, Malajci, Polynésané, Mikronésané.
Navigaci na pevnině nebo v její blízkosti je možná pomocí orientačních bodů, které byly i uměle vytvářeny, například majáky. Tato možnost není na volném moři, proto je rozvoj navigace (původní význam lodivodství) spojena právě s mořeplavbou.

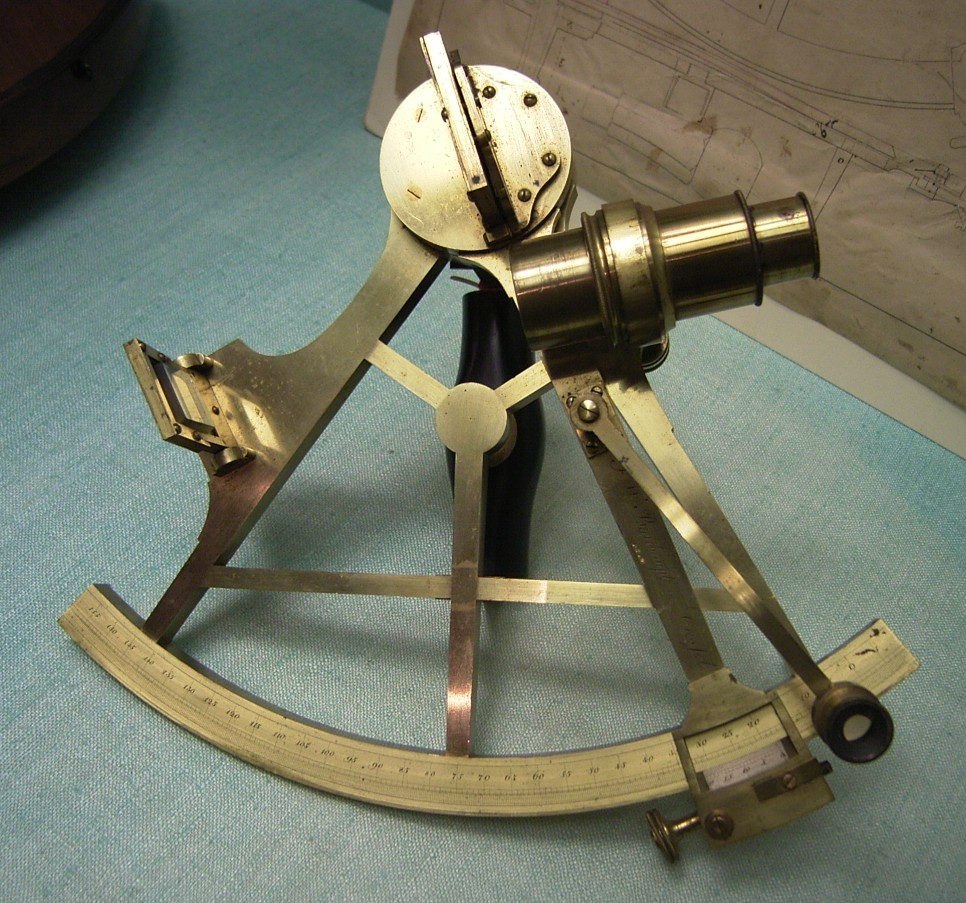
Sextant, r. 1810

Základním způsobem navigace na moři byla astronavigace, tedy orientace na základě pozorování nebeských těles jako je Slunce, Měsíc a hvězdy. K přesnějšímu určení jejich polohy se už od starověku používal astroláb, přístroj na principu měření úhlů. Vylepšeným přístrojem pro zaměřování těles byl od 18. století používaný sextant. Využití sextantu, přesného data a času a tabulek s vypočtenými polohami nebeských těles byly základní pomůcky pro určení zeměpisné polohy až do 20. století.

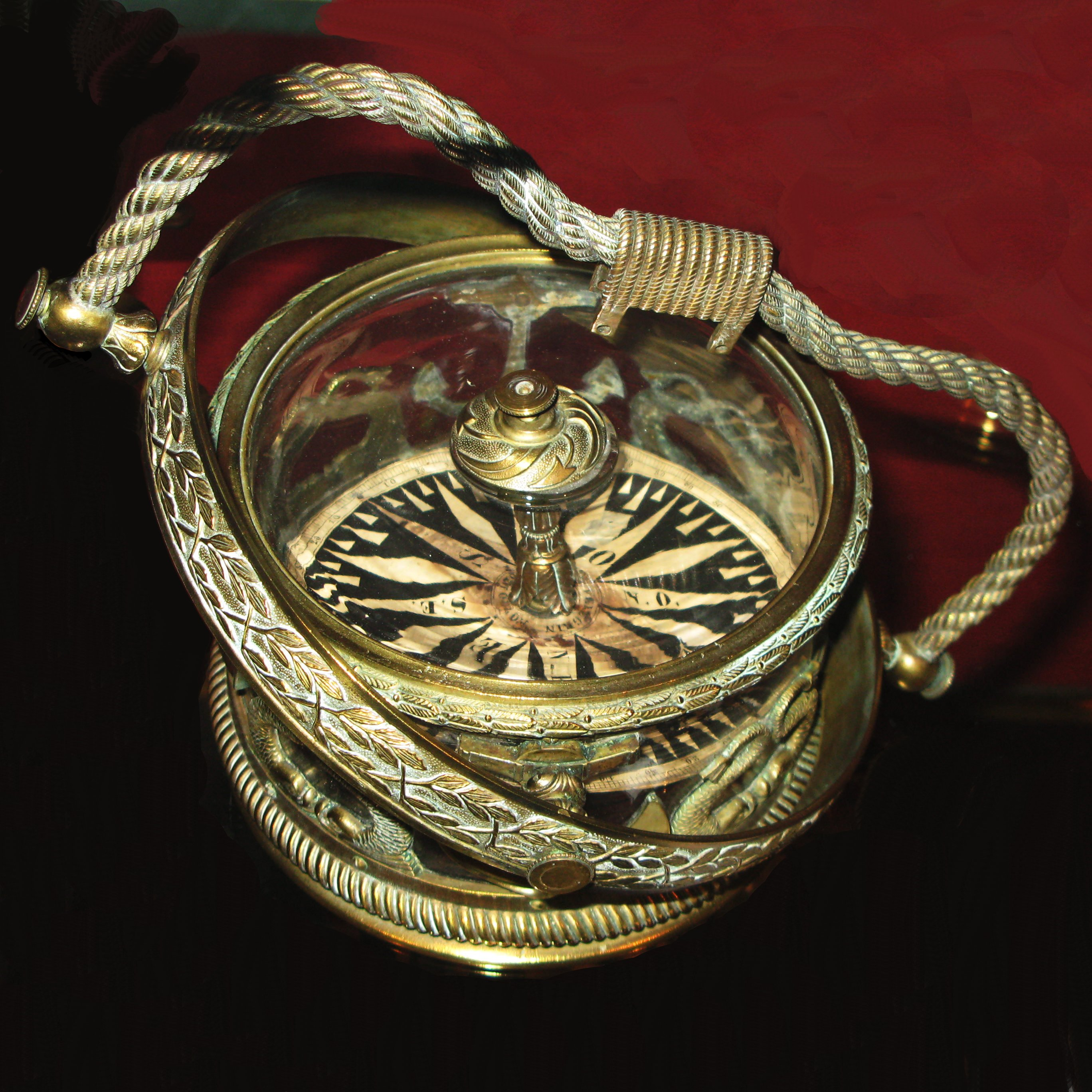
Námořní kompas, 17. století

Vedle astronavigace byla další základní navigační pomůcka kompas. Jeho použití je doloženo v Číně nejpozději ve 4. století, ve Středomoří se poprvé objevuje ve 12. století. Kompas umožňuje sledování kurzu (zvoleného směru plavby) a přibližné určení světových stran dle magnetických siločar Země a jejich přesné určení se znalostí magnetické deklinace pro danou zeměpisnou polohu. Na odlišném principu funguje od počátku 20. století používaný gyrokompas, který k určení severu používá setrvačník a působení zemské gravitace a rotace.

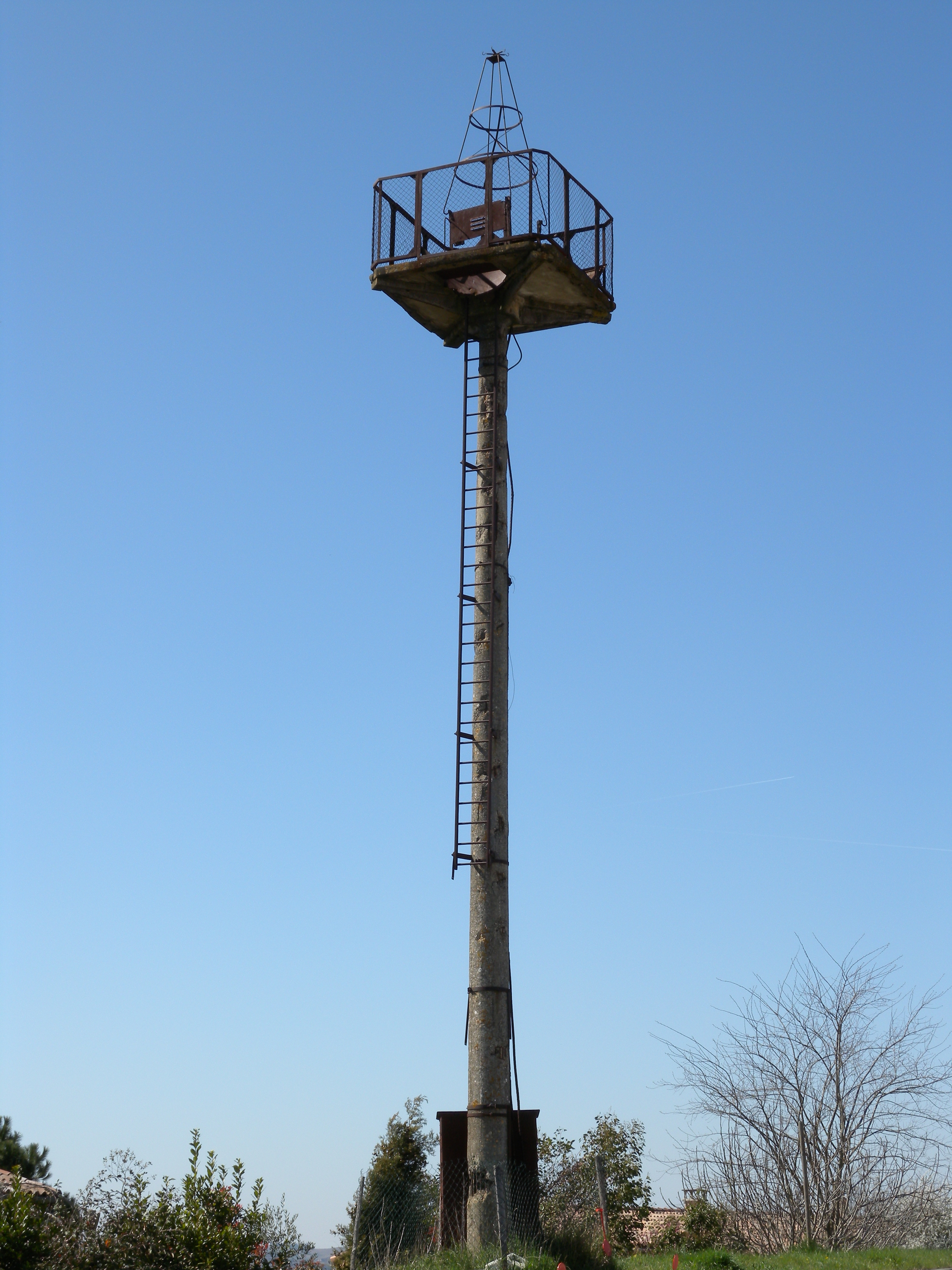
Jeden z leteckých majáků později nahrazených vysílači pro rádiovou navigaci

Navigace pomocí sextantu a kompasu bylo doplněno či nahrazeno díky technickému vývoji novými systémy ve 20. století. Zejména v letecké dopravě se začalo používat navigování pomocí rádia a radaru. V důsledku rozvoje kosmonautiky a umělých družic se v druhé polovině století začalo používat navigace z oběžné dráhy Země. Globální družicové polohové systémy původně určené pro vojenské účely umožňují pomocí přijímače signálů z družic určení polohy přijímače. Od počátku 21. století, kdy byl v roce 2000 uvolněn americký systém GPS, je možné široké využití těchto systémů v civilním sektoru.